# Hendrik Becker
Hendrik Becker (Amsterdam, 3 augustus 1661 – aldaar, 22 augustus 1722) was een militair en later fiscaal in dienst van de VOC. Van 1707 tot 1716 was hij gouverneur van Ceylon.
Becker's vader, ook Hendrik geheten, was een reder in de walvisvaart. Ook was hij schepen en lid van de vroedschap (stadsbestuur) van Amsterdam en een neef van Christiaan Huygens. Hij woonde met zijn vrouw Johanna, een domineesdochter uit Batavia, aan de Herengracht. Vanaf 1671 was hij bewindhebber bij de Kamer van Amsterdam van de VOC. Ook was hij kapitein der burgerij. Misschien was dat laatste aanleiding voor de militaire loopbaan van zijn zoon. Die had ook de rang van kapitein toen hij op zijn 28ste, vlak na het overlijden van zijn vader in 1688, voor de Kamer van Amsterdam naar Indië ging. Daar werd hij op 13 juni 1690 benoemd als kapitein in Japara, destijds de hoofdvestiging van de VOC op de noordkust van Java. Na 2 jaar, op 1 augustus 1692, werd hij overgeplaatst naar de Malabarkust, en weer 2 jaar later, op 12 juli 1694, naar Ceylon. De toenmalige gouverneur Gerrit de Heere noemt hem in het verslag van zijn tocht naar Jaffna als een van degenen die hem verwelkomden in het tussengelegen Negombo.

## Coromandel

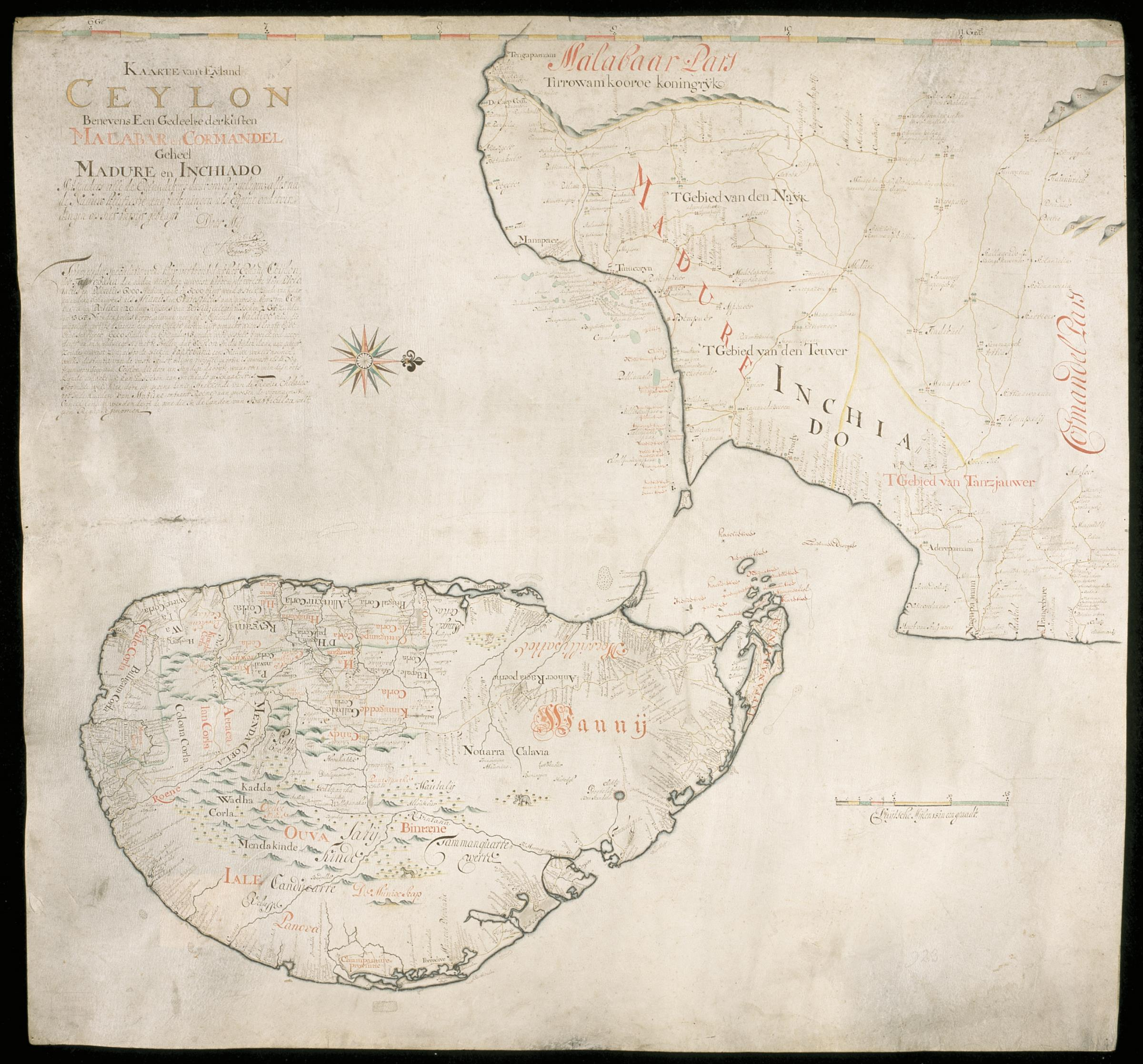
Ceylon en de Coromandelkust, met rechts Negapatnam aan de kust van Tanjore

Hierna maakte hij een radicale carrièreswitch, want op 20 mei 1701 werd hij door de Heren XVII aangesteld als independent fiscaal in Negapatnam, het nieuwe hoofdkantoor van de VOC aan de Coromandelkust. Een rol die het had overgenomen van Paleacatte, waarvan het achterland, het sjiïtische sultanaat Golconda, in chaos was vervallen door de verovering door het Mogolleger van Aurangzeb. Becker volgde hier Cornelis Jan Simonsz op, die na de dood van De Heere tot gouverneur van Ceylon was benoemd. Becker zette Simonsz' onderzoeken naar fraude en corruptie aan de Coromandelkust voort, en net als Simonsz kreeg hij het aan de stok met gouverneur Dirk Comans over het slaan van valse munten (volgens Comans werd dat 'seer vuyl en arglistig' gedaan door de 'd'inlandse assayeurs'. De VOC had van de Nayak van Tanjore het recht gekregen gouden en zilveren munten (pagoden en fanums) te slaan in een eigen munthuis in Negapatnam. Hiermee betaalde zij de exportproducten van de Coromandelkust, met name katoenen stoffen (lijwaten). Het goud en zilver werd uit Europa geïmporteerd. Met het vermunten ervan kon gesjoemeld worden. De handelsposten van de VOC bevonden zich ver uit het zicht van de Hoge Regering in Batavia en helemaal van dat van de Heren XVII, zodat de verleiding voor VOC medewerkers groot was om hun magere salaris aan te vullen door middel van nevenhandel voor eigen rekening in dezelfde producten waarin de VOC handelde, soms zelfs met uit de kas geleend geld, en, nog erger, die producten als VOC medewerker weer voor een hogere prijs in te kopen voor de Compagnie. Die verleiding werd alleen geëvenaard door de achterdocht die over dit soort dingen werd gekoesterd door de bestuurders in Batavia en de Republiek. Als fiscaal was het deze jaren Becker's taak deze zaken op te sporen, te onderzoeken en de eventuele schuldigen aan te klagen. Eind 1704 vroeg hij om ontslag, klagend over 'verschillende personeelsleden'

## Batavia
Op 26 juli 1705 werd hij benoemd tot extraordinair Raad van Indië. Vanaf januari 1706 nam hij in Batavia deel aan de overleggen van de Raad, evenals Comans, die met hetzelfde schip van Coromandel was vertrokken op verzoek van dringend ontslag, en ook tot extraordinair Raad was benoemd. Ze beschuldigden elkaar wederzijds en moesten hun geschillen voor de Raad van Justitie brengen. De raadsleden kwamen er echter niet uit en besloten de kwestie, die zich, met eerst Simonsz en toen Becker, nu al 7 jaar voortsleepte, aan de Heren XVII voor te leggen.
Intussen vroeg Simonsz wegens ziekte dringend ontslag als gouverneur van Ceylon, waarop Becker zijn diensten aanbood. In mei 1707 werd hij door de Heren XVII benoemd tot zijn opvolger. In juni nam Comans ontslag bij de VOC en ging rentenieren in Batavia. 25 augustus vertrok Becker, vergezeld door zijn vrouw Anna Collaert van Linden, naar Ceylon.

## Ceylon

### Relatie met Kandy
Op 22 november begon hij in Colombo in zijn nieuwe functie van gouverneur. In mei van dat jaar waren op last van de Heren XVII de havens van Puttalam aan de westkust en Kottiyar aan de oostkust gesloten. Dit waren de enige havens van het koninkrijk van Kandy dat zich in het binnenland bevond. De havens waren vroeger al eens voor korte tijd gesloten, maar nu was het definitief. Naar Simonsz tegen Kandy had beweerd ter verdediging van Ceylon tegen een mogelijke invasie door Frankrijk en Spanje, met wie de Republiek in oorlog was, maar in werkelijkheid ter voorkoming van smokkel door inheemse en buitenlandse, vaak Britse, Chinese en Arabische, particuliere handelaren (door de Nederlanders lorrendraaiers en door de Britten interlopers genoemd). Vanuit de forten van Kalpitiya (Fort Calpentijn) en Trincomalee werden alle schepen gecontroleerd. Als de opvarenden geen geldige pas hadden werd de lading geconfisqueerd. De regionale handel in arecanoten en olifantstanden uit Ceylon en textiel uit India werd hierdoor zeer geschaad, wat leidde tot boosheid bij de bevolking en verlies van belastinginkomsten bij het Hof van Kandy. Becker wist zich gedurende zijn hele ambtsperiode de woede van de hovelingen van Kandy van het lijf te houden door te blijven beweren dat de maatregel wellicht tijdelijk was. Hij had bovendien een goede relatie met de koning, Vira Narendra Singha, die als 17-jarige jongeling in 1707 op de troon was gekomen en door Becker met veel geschenken te vriend werd gehouden. In januari 1708 had Becker berichten ontvangen over een paleisrevolte in Kandy, waarbij een aanslag op de jonge koning was verijdeld en hele families van degenen die de macht hadden willen overnemen vermoord of verbannen waren. Becker had toen steeds gedaan of hij niets gehoord had, om ‘door geen voorbarigheit den koning of Singalees in wantrouwen te brengen alsof men in troubel water mede had soecken te visschen’. Jaarlijks werden wederzijds diplomatieke missies met gezanten ondernomen. Zo goed was de relatie dat toen in 1714 de VOC gezant kapitein Willem de Bevere zich aan het hof van Kandy 'seer groffelijk hadde te buyten gegaen' omdat hij de hem aangeboden geschenken te min vond, hij ongestraft terug mocht keren naar Colombo, wat onder zijn grootvader Raja Singha II niet gebeurd zou zijn. De koning benoemde Becker uiteindelijk zelfs tot zijn persoonlijke raadsheer.

### Streven naar batig saldo

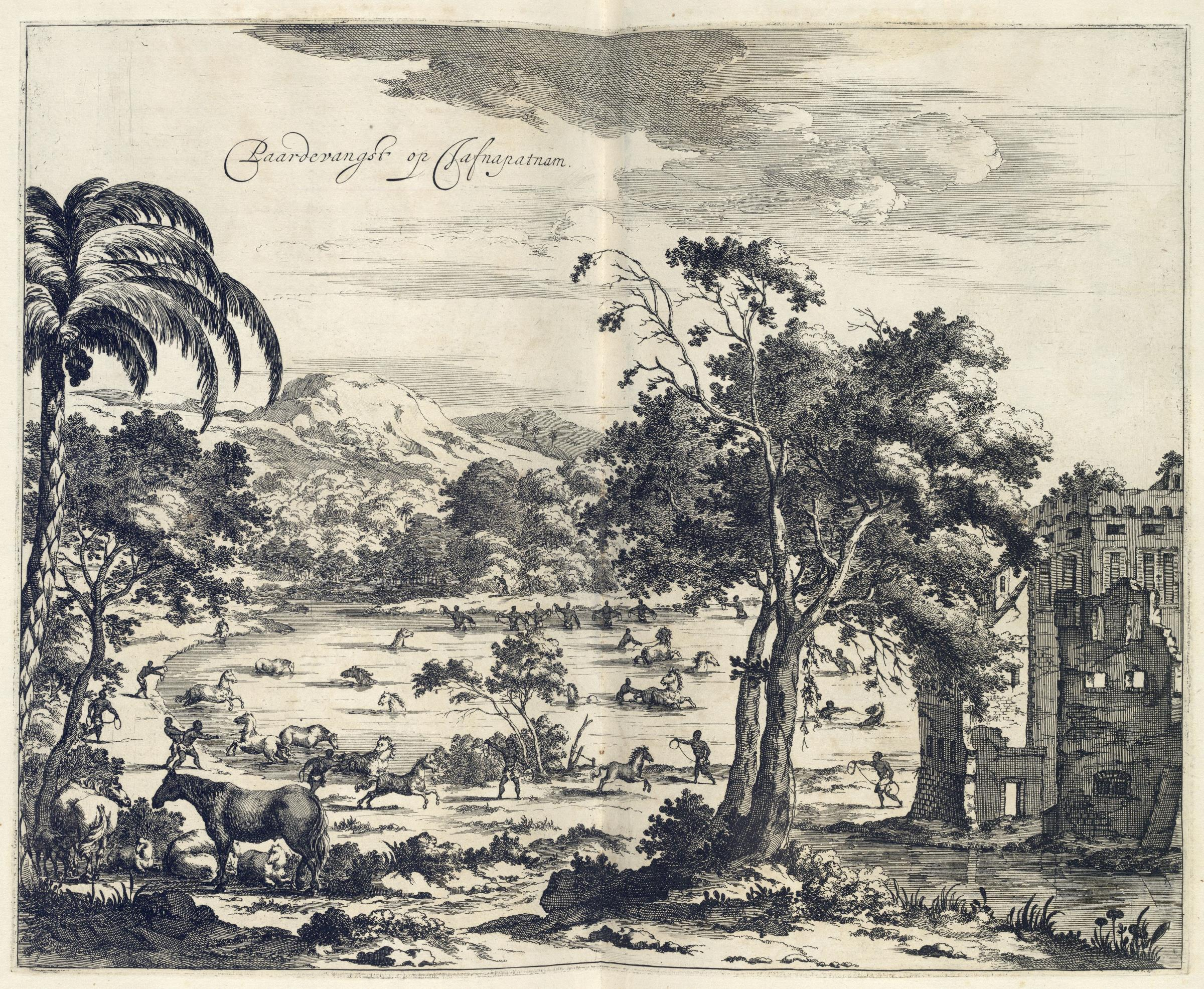
Paardenvangst bij Jaffna rond 1672

De harmonieuze relatie met het hof van Kandy gaf Becker de gelegenheid zich te concentreren op reorganisatie en maatregelen om het batig saldo van Ceylon te verbeteren. De in de Republiek gemaakte winst op de verkoop van het voornaamste exportproduct kaneel kwam niet in de boekhouding van Ceylon, dat geacht werd zijn eigen broek op te houden. Door de verovering op de Portugezen van de kaneelgebieden was de VOC in Ceylon een grootgrondbezitter ('heer van den lande') in een feodaal-agrarische samenleving, met rechten op pacht, belastingheffing en herendiensten van degenen die de grond bewerkten. Aan de andere kant bracht het landsbestuur extra uitgaven met zich mee die, zoals vaker het geval is bij overheidsuitgaven, de neiging hadden uit de hand te lopen. Becker liet daarom nieuwe Tombo's opstellen, omdat veel land onrechtmatig in bezit was genomen zonder pacht te betalen. Belasting werd geheven op land, bomen, tuinen, en zelfs op boten en visnetten. Het commandement Jaffna werd door Becker weer winstgevend gemaakt door het stimuleren van de handel in olifanten, het fokken van Perzische en Javaanse paarden, vooral op het eiland Delft, en een nieuwe vorm van nijverheid: het rood verven met wortelsap van katoenen stoffen uit Coromandel. Tot zijn teleurstelling kon er in zijn bestuursperiode maar één parelvisserij in de baai van Mannar worden gehouden. Er waren te weinig volwassen oesters.
Ook Galle werd door Becker weer winstgevend gemaakt. Hoewel Galle een belangrijke haven was en verzamelpunt voor de retourvloot uit de west-aziatische regio genereerde het havenbedrijf hoge kosten, terwijl de opbrengsten uit de handel al jaren tegenvielen. Becker legde zich toe op kostenreductie en maakte een einde aan praktijken van zowel de plaatselijke bevolking als VOC medewerkers die de Compagnie schaadden. Hoge ambtenaren, waaronder de commandeur van Galle, Jan van Velsen, hadden een organisatie opgericht met de naam 'de Kleine Compagnie', die naar zij meenden het recht had om te handelen in arecanoten en katoenen stoffen. De op rekening van de VOC ingekochte noten bleven dan onverkoopbaar en moesten worden weggegooid. Ook stopte Becker de mysterieuze verdwijning van goederen tijdens het laden en lossen van de schepen, door beter toezicht te laten houden.

### Ontslagregen

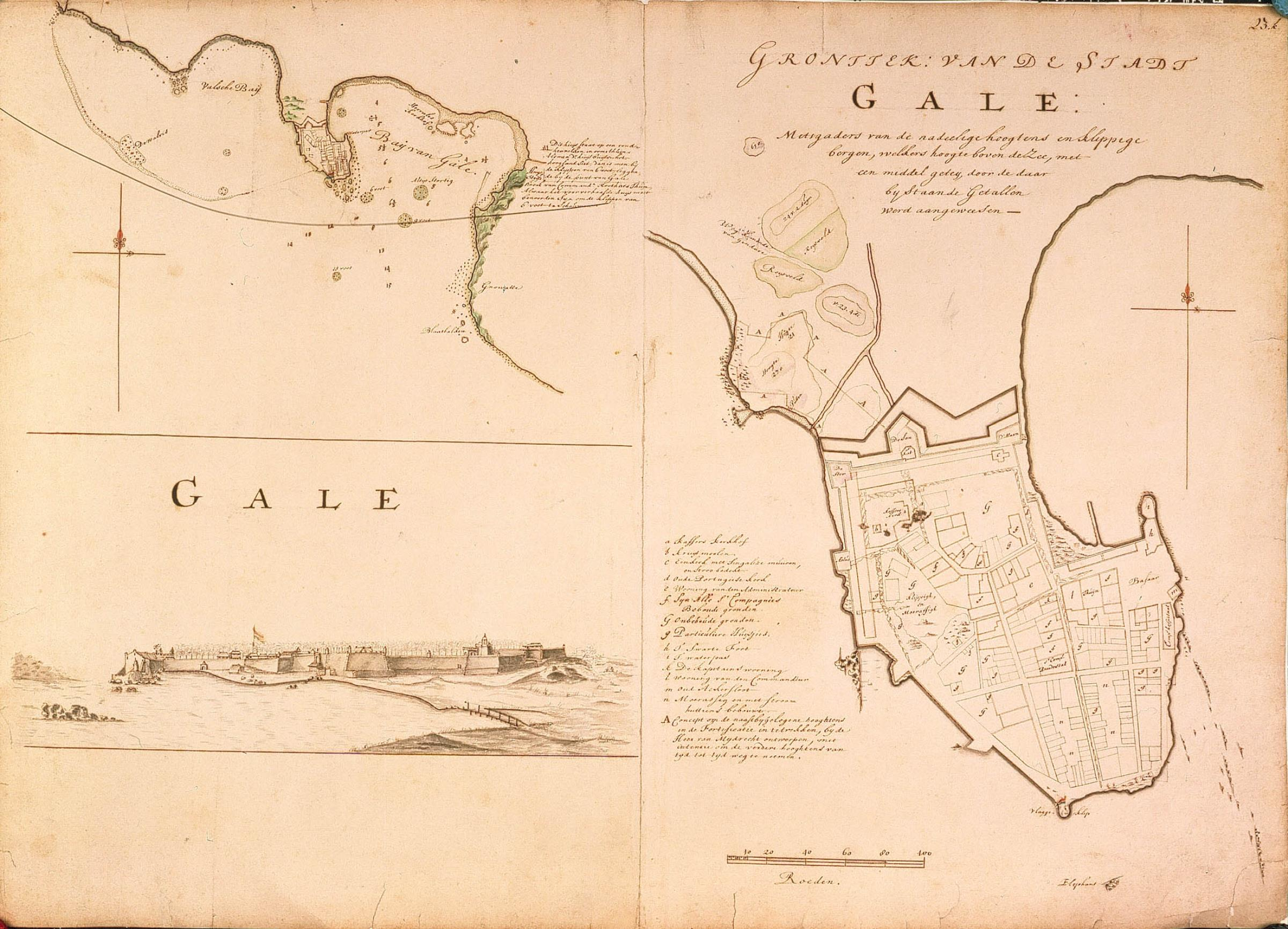
Galle

Een ander middel dat Becker gebruikte was het opstellen van een gedragscode en het laten afleggen van een eed. Ook werden verschillende mensen aangeklaagd, zoals het opperhoofd van Kalpitiya en de secretaris van de Raad van Ceylon in Colombo, Isaak Augustijn Rumpf, wegens clandestien vervoer van koraal en barnsteen naar Batavia. Ook werden er mensen ontslagen, zoals in 1711 de fiscaal Pieter Macaré, met wie hij hooglopende ruzie had naar aanleiding van de zaak Rumpf, het opperhoofd van Batticaloa, Jacobus van Outhoorn van Sonneveld en de commandeur van Jaffna, Nicolaas van den Heuvel, vanwege vermeende fraude met kayirutouw, fraude bij de olifantenhandel en fraude bij het vervoer van textiel. Dit laatste ontslag werd niet goedgekeurd door de Hoge Regering omdat alleen zij commandeurs en kooplieden mocht ontslaan. Becker werd terecht gewezen over de manier waarop hij zich uitliet over Van den Heuvel. Deze moest wel in Batavia uitleg komen geven. In 1713 werd ook de nieuwe commandeur van Galle, Philip van Uchelen, ontslagen en naar Batavia gezonden omdat hij Becker had beticht van het 'onderscheppen van particuliere brieven en het nabootsen van zeguls' Volgens degenen die door Becker werden beschuldigd zou hij zijn informatie krijgen van spionnen die hem vertelden wat hij wilde horen. Van Uchelen werd in Batavia vrijgesproken omdat Becker geen brieven had mogen onderscheppen. Van Uchelen's opvolger, Cornelis Taay van Wezel, hield het nog geen jaar vol voor ook hij werd ontslagen en naar Batavia gestuurd (waar ook zijn vergrijp te gering werd geacht voor ontslag). Batavia stuurde toen Johannes Hertenberg naar Ceylon als nieuwe commandeur van Galle, maar ook hij werd binnen een jaar weer ontslagen en teruggestuurd, waarna niemand in Batavia meer bereid was hem op te volgen. Becker benoemde Anthony Snaats, maar Batavia keurde dat niet goed. Voor Van den Heuvel liep alles goed af want in 1719, toen Becker al weg was, werd hij commandeur van Galle, als vervanger van Snaats, die naar Batavia werd opgeroepen wegens slecht gedrag. Ook de ontslagen Macaré werd gerehabiliteerd. Becker zelf wekte steeds meer irritatie op bij de Raad, met name bij gouverneur-generaal Van Riebeeck, vanwege zijn hardhandig optreden tegen zijn medewerkers, zijn eigengereidheid en arrogantie, zijn klachten over 'disrespect' terwijl hij zelf deed alsof hij 'met ons collateraal geworden was' en met de bevelen van de Heren XVII had 'geschermt en ons als in't aansigt geworpen had, alsof wij deselfde vergeten ofwel gecontrarieert mogten hebben'. Men vroeg zich af hoe de belangrijke functies in Ceylon vervuld moesten worden als de betreffende medewerkers steeds ontslagen werden. Deze klacht was complementair met de klacht dat Becker nieuwe medewerkers te snel bevorderde. Ook keurde men zijn pogingen tot het 'uytroeyen van het Pausdom' en het 'extirpeeren der paperijen' af. Dit had betrekking op de Euraziatische bevolkingsgroep van door de Portugezen bekeerde katholieken, die vooral rond Negombo leefden en ook vaak werkten voor de VOC. De Raad had een voorkeur voor gematigd optreden.

### Ruzie met de Raad van Indië
De relatie tussen Becker en de Raad in Batavia werd steeds slechter. Dat hij in november 1710 benoemd was tot Raad van Indië (zonder een, zoals de Raad fijntjes opmerkte, langjarige staat van dienst zoals Rijcklof van Goens en Laurens Pijl) had ongetwijfeld zijn idee gevormd 'collateraal' te zijn met de Raad en in discussie te kunnen gaan met hun orders. Van Riebeeck en de Raad klaagden hier steeds vaker over bij de Heren XVII. Ook over zijn 'loftuyterijen waarmede hij sig telkens tot walgens toe soekt moy te maken'. Bijzonder kwaad maakten zij zich over brieven van Becker aan de Heren XVII met klachten over de Raad zonder afschrift naar Batavia, ondertekend door de leden van de Raad van Ceylon. De Heren schreven terug dat de Raad zich wat Becker betreft moest beperken tot 'moderate critiek'. Het lijkt erop dat Becker gesteund werd door de Heren XVII, maar door de Raad werd gezien als een 'despotique magt, die van hier in het minste niet gesecondeert, maer na U Edele Hooggeachte bevelen wel diend gerefreneert (in toom gehouden) te werden'. Men had spijt dat men hem in zijn tijd in Negapatnam niet al naar Batavia had ontboden vanwege zijn opstelling in de kwestie Comans.

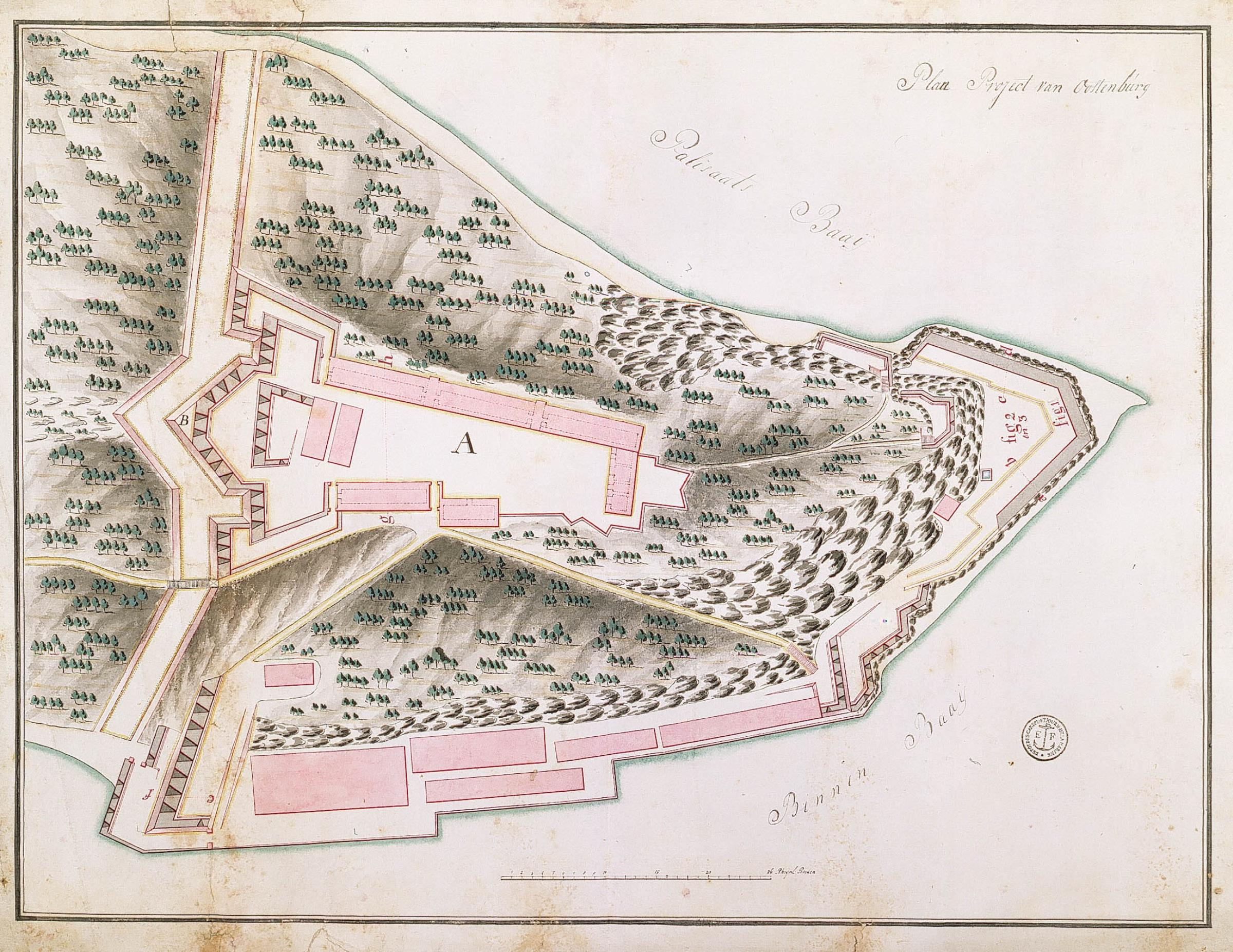
Fort Oostenburg

Ondertussen wist Becker ook het commandement Colombo weer winstgevend te maken. Om het garnizoen in het fort, dat nog maar zo'n 500 soldaten telde, beter weerbaar te maken voerde hij regelmatige drilpraktijk en exercities in. Hier kwam zijn militaire achtergrond van pas.
Op verzoek van de Fransen in Pondicherry probeerde Becker in 1714 de Franse ambassadeur De la Nerolle uit Kandy vrij te krijgen, maar dat lukte niet. De la Nerolle kwam in 1672 met het 'Escadre de Perse' naar Ceylon en was naar Kandy gezonden om een verdrag te sluiten namens de Franse Oost-Indische Compagnie, maar werd door de toenmalige koning, Raja Singha II, gevangen gezet. Eind 1714 stierf De la Nerolle in Kandy.
Wat betreft het meest winstgevende exportproduct van Ceylon, kaneel, onderstreepte Becker in de Memorie aan zijn opvolger het belang van een goede behandeling van de chalia's, de kaste die de kaneel verzamelde als herendienst. Om die reden waren zij bijzonder waardevol voor de Compagnie. Toch nam hij een maatregel die ook voor hen nadelig was: hoge boetes voor het kappen van meer dan 6 à 8 kaneelbomen per stuk woeste grond (chena's genaamd) bij de zwerflandbouw die zij vaak bedreven.
Om de baai van Kottiyar beter te kunnen bewaken werd vlak bij het fort Trincomalee (ook wel Pagoodsberg genoemd) Fort Oostenburg gebouwd, een klein maar zwaar bewapend fort op een hoogte bij de ingang van de grote baai.

### Repatriëring
In juli 1716 werd Becker op zijn eigen verzoek door de Heren XVII eervol ontslagen. Isaak Augustijn Rumpf werd als zijn vervanger aangesteld. In oktober vertrok Becker met de retourvloot uit Ceylon richting de Kaap de Goede Hoop. Daar voegden zich nog 10 retourschepen uit Batavia bij de vloot. In de tussentijd trad hij, zoals gebruikelijk voor bevelhebbers van retourvloten, op als commissaris. Deze had tot taak de vestiging aan de Kaap te inspecteren. Als commandeur van de gehele retourvloot van 29 schepen voer Becker begin 1717 terug naar de Republiek. De Heren XVII schreven aan de Raad in Batavia dat ze hoopten dat met het terugroepen van Becker de disputen over Ceylon zouden eindigen. Becker vestigde zich met zijn vrouw in Amsterdam, waar hij op 12 augustus 1722 op 61-jarige leeftijd overleed.